# Mehmed-paša Sokolović
Mehmed-paša Sokolović (Sokolovići pokraj Rudog, 1505. ili 1506. – Istanbul, 11. listopada 1579.), jedan je od velikih bosansko-osmanskih vojskovođa.

## Životopis
Mehmed-paša Sokolović, kao dječak (prema jednom izvoru, kršteno mu je ime bilo Bajica), bio je od Osmanlija 1516. oduzet roditeljima u mjestu Sokolovići pokraj Rudog. Odveden je u Edirne, gdje je prešao na Islam, te školovan kao janjičar.
Mehmed-pašin otac Dimitrije postao je Džemaludin Sinan-beg. Ubrzo po dolasku Mehmed-pašinog oca u Istanbul, za njim je stigla i pašina majka koja se, kako je ostalo zabilježeno, zastidjela "kad je vidjela sjaj, dostojanstvo i veliku moć njenog sina", dok se sestra Mehmed-paše Sokolovića udala za Sinan-pašu Boljanića, sandžak-bega bosanskog i hercegovačkog ejaleta.
Mehmed-paša Sokolović se Istaknuo u Mohačkoj bitki (1526.) i opsadi Beča (1529.). U same vrhove osmanske hijerarhije ušao je nakon smrti utemeljitelja osmanske mornarice kapudan-paše Hajreddina Barbarosse (1546.), kad ga je sultan Sulejman I. Veličanstveni imenovao njegovim nasljednikom na admiralskom položaju. U tri godine obnašanja te dužnosti utemeljio je osmanski mornarički arsenal. Nakon toga, povjeren mu je Rumelijski beglerbegluk, u doba kad je trebalo osvojiti temišvarski Banat (1551. – 1552.). Sudjelovao je u pohodu protiv Perzije, te je zbog zasluga 1555. dobio položaj trećeg vezira, a 1561. drugog vezira, nakon što je ugušio pobunu princa Bajazita. Veliki vezir postao je 1565., u pripremi pohoda protiv Maksimilijana II., koji je zaustavljen kraj Sigeta zbog dugotrajnogotpora snaga Nikole Šubića Zrinskog (1566.). U toj opsadi umro je Sulejman I. Veličanstveni, a Mehmed-paša Sokolović imao je odlučujući utjecaj u prijenosu vlasti na njegova sina i svojega tasta Selima II. (1566. – 1574.). U tom je razdoblju Mehmed-paša Sokolović bio gotovo neograničeni gospodar Osmanskog Carstva. Zahvaljujući njemu ublažene su posljedice poraza kraj Lepanta (1571.), jer je u godini dana uspio obnoviti osmansku mornaricu i diplomatskim umijećem stabilizirati granice. Učvrstio je osmansku vlast u Moldaviji i Vlaškoj, skršio pobunu u Jemenu te osvojio Cipar. Premda je u pomorskoj bitki pokraj Lepanta 1571. osmanska flota doživjela težak poraz u srazu s brodovljem Svete lige, za nepunih godinu dana obnovio je osmansku flotu te prisilio Mletačku Republiku da prizna Osmanskomu Carstvu vrhovnu vlast nad istočnim Sredozemljem. Također je ojačao stegu u vojsci, radio na razvijanju prosvjete, književnosti i umjetnosti, planirao radove na probijanju Sueskoga kanala i kanala Don–Volga. Manje uspješan bio je u provođenju unutarnjih promjena i prilagođavanju Carstva uvelike drukčijem svijetu druge polovine 16. st. Nakon dolaska na vlast sultana Murata III. (1574. – 1596.), Mehmed-pašina je moć bila sve ograničenija. Ubijen je u svojem dvoru.
Ukopan je pokraj Ejub Sultan džamije u Istanbulu, koja je dobila ime po ashabu Ejubu el-Ensariju, navodno ukopanom u haremu ove džamije. Jedan od mitova u vezi s ubojstvom Mehmed-paše Sokolovića jeste i taj da ga je ubio izvjesni Orlović, kako bi osvetio svog bosanskog rođaka Hamzu Orlovića, kojeg je smaknuo upravo Mehmed-paša. Navodno je narodna izreka da se "u Bosni ne podnose orlovi i sokolovi" nastala nakon Mehmed-pašine smrti.
Brojne ustanove u Turskoj su nazvane po Mehmed-paši Sokoloviću, a na Ejupu, dijelu Istanbula gdje se nalazi njegov mezar, na mjestu nekadašnje medrese Mehmed-paše, koju je izgradio njegov graditelj Mimar Sinan, nalazi se medicinski centar. Inače Mimar Sinan je najpoznatiji i  jedan od najvećih graditelja u povijesti Osmanskog Carstva. Podizao je brojne zadužbine i vakufe širom Carstva, a u svom je rodnom selu Sokolovićima kod Rudog izgradio džamiju. Podigao je tri do pet mostova na prostoru Bosne i jedan na prostoru Crne Gore: most na Drini u Višegradu, Arslanagića most u Trebinju, Vezirov most u Podgorici, most na ušću Žepe u Drinu i Kozju ćupriju u Sarajevu. Najpoznatiji je Most Mehmed-paše Sokolovića na Drini, središnji motiv romana Na Drini ćuprija poznatog bosanskohercegovačkog pisca i nobelovca Ive Andrića.  Nema podataka da je Mehmed-paša Sokolović gradio kršćanske objekte po Bosni.

## Kontroverze
Naime, Mehmed-paša Sokolović je jedna od rijetkih povijesnih ličnosti prema kojem simpatije gaje i Bošnjaci i neki Srbi, smatrajući ga velikim vezirom bošnjačkog ili srpskog podrijetla. Tako će se čitati o ovoj ličnosti kao velikom veziru bošnjačkog porijekla, u okviru opće nekritičke simpatije prema svemu osmanskom kod Bošnjaka, dok će isti Mehmed-paša biti Srbin u knjizi Milenka Vukićevića Znameniti Srbi muslimani, a Emir Kusturica mu je podigao spomenik u Višegradu kao pozitivnoj srpskoj ličnosti, iako su neki srpski historiografi nastojali ukazati na mitove o dobrodušnosti ovog Srbina prema svojim sunarodnjacima. Ovaj odnos prema Mehmed-paši je vrlo interesantan uzimajući u obzir srpsku historiografiju usmjerenu protiv Osmanlija, naročito u političkom smislu.
Postoji mišljenje da je veliki vezir Mehmed-paša Sokolović obnovio Pećku patrijašiju 1557. godine, što nije točno, jer je takve odluke mogao donositi samo sultan, u ovom slučaju sultan Sulejman I. Veličanstveni, eventualno veliki vezir, ali to tada nije bio Mehmed-paša Sokolović. Obnova Pećke patrijaršije je bila tako velika državnička odluka da Mehmed-paša Sokolović nije mogao da je donese. Često se zaboravlja da je on u to doba bio samo rumelijski beglerbeg, komandant mornarice, treći vezir, a da će veliki vezir, drugi čovjek carstva, postati tek tijekom posljednje godine vladavine sultana Sulejmana I. Veličanstvenog, 1565. godine, dakle osam godina od obnavljanja Pećke patrijaršije. S druge strane, Mehmed-paša Sokolović i patrijarh Makarije Sokolović nisu bili braća, možda rođaci.

## Vanjske poveznice
Mrežna mjesta
- Šta je mit, a šta istorijske činjenice u slučaju Mehmed paše Sokolovića
- Mehmed-paša Sokolović: 440 godina od smrti